# 天猫精霊
 天猫精霊（Tmall Genie、ティエンマオジンリン）は中国の電子商取引企業アリババグループが開発したAIアシスタント「AliGenie」を搭載するスマートスピーカー 。2017年7月に紹介されたこのデバイスは全指向性スピーカーを備えた円形の筐体とデバイスの底部にあるLEDライトのリングで構成されている 。他のスマートスピーカーと同様に、Genieはウェブ検索、音楽ストリーミング、ホームオートメーションデバイスの操作をサポートしており、天猫精霊ではTmallからの商品注文もサポートしている 。デバイスとの音声でのやりとりは現在官話でのみ利用可能である。